# Philodendron mcphersonii
Philodendron mcphersonii är en kallaväxtart som beskrevs av Thomas Bernard Croat. Philodendron mcphersonii ingår i släktet Philodendron och familjen kallaväxter. Inga underarter finns listade.